# Carl Justi
Carl Justi (Marburgo, 2 agosto 1832 – Bonn, 9 dicembre 1912) è stato uno storico dell'arte tedesco.

## Biografia
Dopo la sua formazione iniziale al Gymnasium Philippinum a Marburg, Justi studiò teologia e filosofia a Berlino.
Nel 1859 ottenne una posizione di insegnamento in Filosofia per il suo lavoro sugli elementi estetici nella filosofia platonica (Die ästhetischen Elemente in der platonischen Philosophie). Insegnò presso l'Università di Marburgo.
Fu professore straordinario dal 1866 e professore ordinario dal 1869. Nel 1871 si stabilì come professore a Kiel. Tra il 1872 e il 1901 fu professore dei futuri storici dell'arte all'Università Rheinische Friedrich-Wilhelms, di Bonn, città dove morì nel 1912.
Seguì la tradizione delle Vite di Giorgio Vasari. Il suo lavoro principale è dedicato a Diego Velázquez. Ma scrisse anche biografie di Winckelmann, Murillo e Michelangelo.
La sua monografia su Velázquez, tradotta in italiano con il titolo Velázquez e il suo tempo (Ed. Sansoni, 1958) è ancora un punto di riferimento per gli studi sul grande pittore andaluso.

## Opere
- Diego Velazquez und sein Jahrhundert, Bonn, Cohen, 1888.
- Murillo, Leipzig, E. A. Seemann, 1892.
- Miscellaneen aus drei Jahrhunderten spanischen Kunstlebens, Berlín, Grote, 1908.
- Briefe aus Italien, Bonn, Cohen, 1922. Internet Archive
- Spanische Reisebriefe, Bonn, Cohen, 1923.